# Saurauia oreophila
Saurauia oreophila là một loài thực vật thuộc họ Actinidiaceae. Loài này có ở Guatemala và México. Chúng hiện đang bị đe dọa vì mất môi trường sống.